# Adolphe Simon Neboux
Adolphe-Simon Neboux (1806-1844) fue un médico, y naturalista francés que participó en una exploración científica por el mundo, a bordo de la fragata La Vénus (1836-1839), expedición que fue comandada por Abel Aubert Du Petit-Thouars (1793–1864).

## Algunas publicaciones
- adolphe simon Neboux. 1850. Projet d'organisation de l'assistance publique dans la ville de Paris limité au service des secours à domicile... suivi d'un projet d'une nouvelle organisation du service médical des indigents,... par le Dr Neboux... Editor Impr. de N. Chaix, 47 pp.

- ---------------------------. 1840. Dissertation sur le scorbut observé à bord de la frégate La Vénus, pendant la campagne qu'elle a faite autour du monde dans les années 1837, 1838 et 1839. Tesis francesas. 43 pp.

## Honores

### Epónimos
- Sula nebouxii

## Abreviatura (zoología)
La abreviatura Neboux  se emplea para indicar a Adolphe Simon Neboux como autoridad en la descripción y taxonomía en zoología.

- Datos: Q630039
- Especies: Adolphe Simon Neboux